# 塔托帕尼乡 (巴格马蒂省)
塔托帕尼（羅馬化：Tatopani，直译：「热水（温泉）」），是尼泊尔中部巴格马蒂省辛杜帕尔乔克县的一个乡，位于中尼边境。这里的主要居民是夏尔巴人和塔芒人，讲尼泊尔语和藏语。塔托帕尼乡在2015年4月尼泊尔地震中受到影响。